# Un salto verso la libertà
Un salto verso la libertà è un film del 2007 diretto da Petter Næss.

## Trama
Azad è un ragazzo del Kurdistan a cui piace il salto in alto,
Con il fratello Tigris, che ha perso l'uso della parola in seguito a un raid aereo, fuggono dal Kurdistan per andare a vivere a Francoforte, ma per errore vanno in Svezia dove sono costretti a vivere con una famiglia di conoscenti diretti in Svezia. Intanto in Germania viene indetta una competizione di salto in alto a cui Azad vorrebbe partecipare, ma non può perché è senza passaporto. Così ne utilizza uno di un suo amico svedese e per non farsi riconoscere, si traveste come il soggetto nella foto, eludendo i controlli all'aeroporto e raggiungendo la Germania. Lì partecipa alla competizione e la vince, intanto Tigris riacquista la voce e, insieme rincontrano anche la famiglia.

## Distribuzione
- 3 febbraio 2007 in Svezia (Hoppet)
- 12 ottobre in Norvegia
- 20 novembre in Finlandia
- 29 novembre in Germania (Hoppet - Der große Sprung ins Glück)
- 20 agosto 2008 in Belgio
- 30 ottobre nei Paesi Bassi